# Linda Nat
Linda Nat (Alkmaar, 1 januari 1972) is een voormalig Nederlands langebaanschaatsster.
Tussen 1989 en 1994 nam Nat meermaals deel aan de NK Afstanden, en in 1994 ook aan de NK Sprint.
Op 6 maart 1994 schaatste Nat haar laatste wedstrijd.

## Records

### Persoonlijke records[1]
| Afstand      | Tijd     | Datum            | Baan       |
| ------------ | -------- | ---------------- | ---------- |
| 500 meter    | 43,22p   | 16 februari 1991 | Heerenveen |
| 1000 meter   | 1.26,00  | 16 maart 1988    | Heerenveen |
| 1500 meter   | 2.12,19  | 16 februari 1991 | Heerenveen |
| 3000 meter   | 4.37,16  | 2 januari 1991   | Heerenveen |
| 5000 meter   | 8.25,03  | 16 maart 1990    | Heerenveen |
| 10.000 meter | 17.06,54 | 15 maart 1991    | Heerenveen |